# Onze-Lieve-Vrouw Middelareskerk (Hijfte)

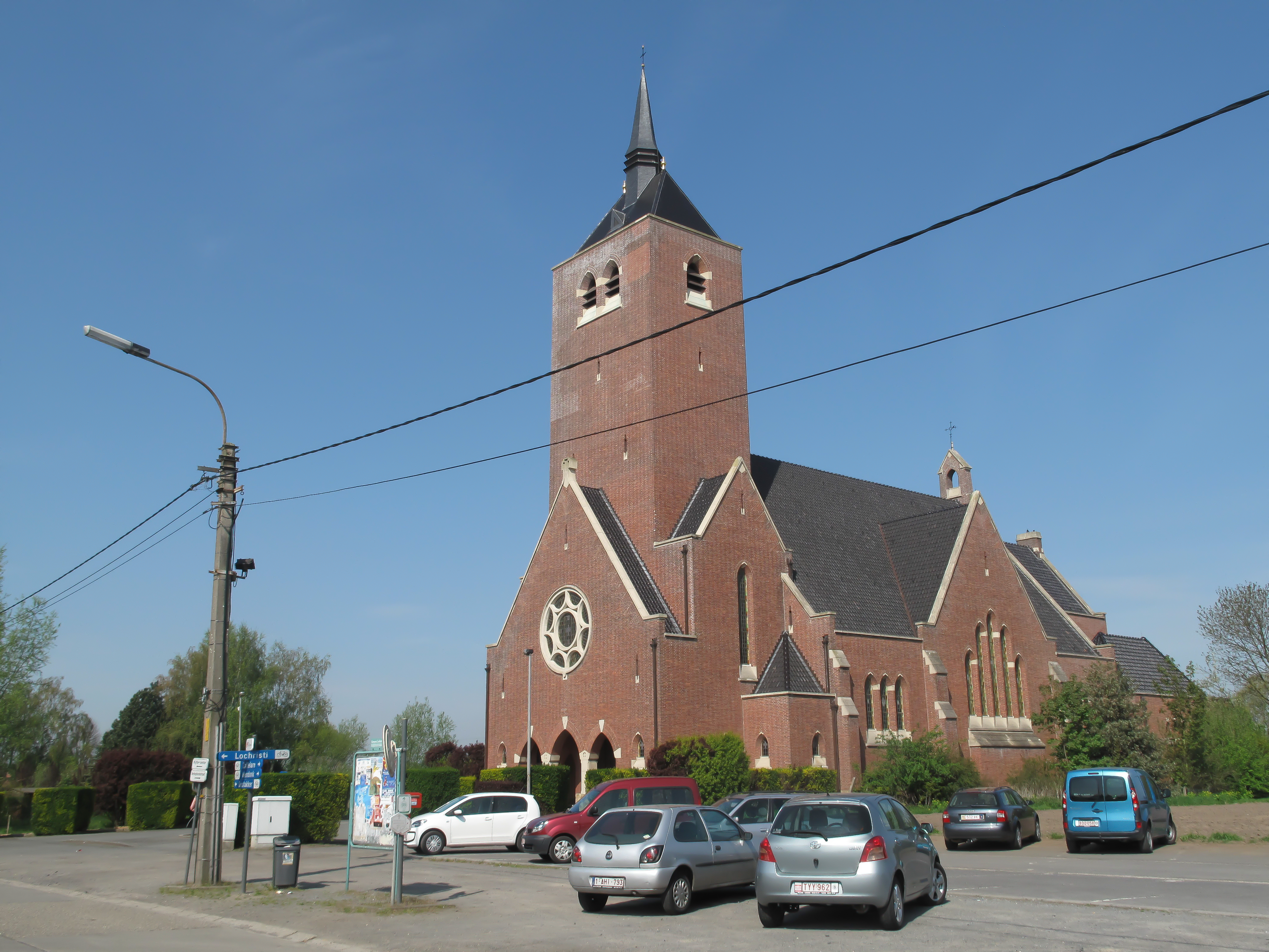
Onze-Lieve-Vrouw Middelareskerk

De Onze-Lieve-Vrouw Middelareskerk is de parochiekerk van de tot de Oost-Vlaamse gemeente Lochristi behorende plaats Hijfte, gelegen aan Hijfte-Center.

## Geschiedenis
In 1936 werd Hijfte een zelfstandige parochie. Men kerkte in een houten noodkerk. In 1950 werd begonnen met de bouw van een definitieve kerk naar ontwerp van Adrien Bressers. Deze werd in 1952 ingewijd.

## Gebouw
Het betreft een naar het noorden georiënteerde driebeukige kerk met pseudotransept. De ingebouwde toren heeft een rechthoekige plattegrond en wordt gedekt door een schilddak dat van een kleine dakruiter is voorzien.